# Friz Freleng
Isadore Freleng (Kansas City, 21 de agosto de 1906-Los Ángeles, 26 de mayo de 1995) fue un animador, humorista gráfico, director y productor estadounidense conocido por su trabajo en las series animadas de Warner Bros, como Looney Tunes y Merrie Melodies. Conocido como Friz Freleng, introdujo varias de las estrellas más importantes del estudio, como Porky Pig, Piolín, El gato Silvestre, Sam Bigotes y Speedy Gonzales. Fue el director del estudio Termite Terrace de Warner, incluso se convirtió en el más premiado de los directores, ganando cuatro premios Oscar. Luego que Warner cerrara su estudio de animación en 1963, Freleng y su compañero David DePatie fundaron DePatie-Freleng Enterprises, que producía dibujos animados, créditos de películas, y series animadas en los años 1980.

## Primeros años
Freleng nació en Kansas, Misuri, donde comenzó su carrera como animador en Walt Disney Pictures. Trabajó junto a otros animadores, como Carman Maxwell, Ub Iwerks, Hugh Harman y Rudy Ising. Freleng acompañó a Disney a Hollywood, California, donde trabajaron en las series Alice Comedies y Oswald the Lucky Rabbit para los productores Margaret Winkler y Charles Mintz.
Freleng pronto se unió a Harman e Ising para crear su propio estudio. El trío produjo un dibujo animado protagonizado por un personaje parecido a Mickey Mouse llamado Bosko. Al ver un posible desempleo si el dibujo animado no llamaba la atención, Freleng se mudó a Nueva York para trabajar en Krazy Kat de Mintz, mientras seguía tratando de vender la creación de Harman e Ising. Bosko fue finalmente vendido a Leon Schlesinger, quien le aseguró a Harman e Ising que Bosko protagonizaría la serie Looney Tunes que estaba produciendo para Warner Bros. Freleng se mudó a California para trabajar con Harman e Ising nuevamente.

## Freleng como director
Harman e Ising dejaron el estudio de Schlesinger luego de disputas sobre presupuesto en 1933. Schlesinger quedó sin directores experimentados por lo que promovió a Freleng. El joven animador introdujo la primera estrella del estudio tras Bosko, Porky Pig, en I Haven't Got a Hat de 1935. El cortometraje es importante por tener uno de los primeros ejemplos de caracterización en un dibujo animado. Porky era distinto a Bosko y a su reemplazo Buddy por lo que fue bastante popular.

### MGM
En 1937, Freleng se unió al estudio de animación de MGM liderado por Fred Quimby. Para el disgusto de Freleng, estuvo trabajando en una serie llamada The Captain and the Kids, una versión de la popular tira cómica The Katzenjammer Kids. La serie no obtuvo el éxito que Freleng esperaba; debido principalmente a la popularidad de los animales parlantes en la época. El reemplazo de Quimby, Harry Hershfield, no tenía el mismo nivel de liderazgo que su predecesor, y Freleng regresó a Warner Bros. cuando su contrato terminó en 1940.

### Logros como director
La actitud de no intervención de Schlesinger hacia sus animadores le permitió crear varios cortometrajes cómicos, como You Oughta Be in Pictures de 1940 donde el pato Lucas le habla a Porky de dejar Warner Bros. para encontrar trabajo en otra parte. Freleng y sus animadores se mantuvieron a la par con Disney y su superioridad técnica haciendo los dibujos animados más y más cómicos (aunque, como era común para la época, un número de cortos incluían temas racistas contra las personas de color y propaganda antijaponesa). El estilo de Freleng maduró rápidamente, y se convirtió en un maestro de la coordinación cómica (comic timing). También introdujo o rediseñó a varios personajes de Warner, como Sam Bigotes en 1945, a los Goofy Gophers en 1951 a partir del cortometraje A Bone for a Bone, el dúo Silvestre y Piolín en 1947 y Speedy Gonzales en 1955.
Freleng y Chuck Jones lideraron el estudio Warner Bros. en los años posteriores a la Segunda Guerra Mundial, Freleng comenzó a limitarse solo a los pocos personajes ya mencionados y a Bugs Bunny. También continuó produciendo versiones modernas de las comedias musicales que animó en sus primeros años, como The Three Little Bops (1957) y Pizzacato Pussycat (1955). Freleng ganó cuatro premios Oscar en Warner Bros. por los cortos Tweetie Pie (1947), Speedy Gonzales (1955), Knighty Knight Bugs (1958) y Birds Anonymous (1957).

### Luego de Warner Bros.
Luego que el estudio Warner cerrara en 1964, Freleng rentó el lugar para crear dibujos animados con el productor David Hudson DePatie. DePatie-Freleng Enterprises estuvo encargado de crear la secuencia al comienzo de la película La pantera rosa, Freleng hizo un felino de personalidad relajada para esta secuencia. El personaje se volvió tan popular que Freleng lo trajo de vuelta en 1964 con un cortometraje para United Artists, el cual ganó un premio Oscar.
Jack Warner estaba molesto ya que su edificio era usado para crear cortometrajes para sus antiguos competidores, así que DePatie y Freleng se mudaron al Valle de San Fernando. Freleng hizo una serie de la Pantera Rosa, y en 1969 el personaje fue transmitido por televisión.
Cuando Warner Bros. decidió abrir nuevamente su estudio de animación en 1964, lo hicieron solo en nombre; DePatie y Freleng produjeron los dibujos animados hasta 1967. Estos cortos carecían del antiguo espíritu, sin embargo, y con la excepción de la Pantera Rosa, los trabajos posteriores de Freleng no igualaron a los clásicos.

## Trabajo posterior
Freleng trabajó como productor ejecutivo en una serie de películas de Looney Tunes en los años 1980.
Tras su muerte en 1995, fue enterrado en el cementerio Hillside Memorial Park en Culver City, California. Murió a la edad de 88 años.

## Premios y distinciones
Premios Óscar
| Año  | Categoría                  | Película                | Resultado |
| ---- | -------------------------- | ----------------------- | --------- |
| 1962 | Mejor cortometraje animado | Pied Piper of Guadalupe | Nominado  |
| 1965 | Mejor cortometraje animado | The Pink Phink          | Ganador   |
| 1967 | Mejor cortometraje animado | The Pink Blueprint      | Nominado  |